# Opatovce
Opatovce (Hongaars: Vágapáti) is een Slowaakse gemeente in de regio Trenčín, en maakt deel uit van het district Trenčín.
Opatovce telt 413 inwoners.